# Franziska Streun
Franziska Streun (* 22. Juni 1963 in Thun) ist eine Schweizer Schriftstellerin und Journalistin.

## Biografie
Franziska Streun arbeitete ab 1981 als Sekretärin, Sachbearbeiterin und Chefassistentin in privaten Unternehmen im Raum Zürich. 1985 begann sie bei der Schweizerischen Radio- und Fernsehgesellschaft (SRG/SSR) in Zürich zu arbeiten, ab 1992 in Bern. Zu ihren Stationen gehörten die Abteilung Technische Dienste, das Schweizer Fernsehen (DRS, Produktionsassistenz bei den Sendungen «Rundschau», «Zyschtigsclub», «Literaturclub» und «Medienclub»), in Bern die Pressestelle Schweizer Radio International und die Abteilung «Stab Fernsehen» bei der SRG-Generaldirektion. 1995 begann sie für das Thuner Tagblatt zu schreiben (bis Ende 2023). 2009 erschien ihr erstes Buch.
Streun ist Mitglied des Vereins Autorinnen und Autoren der Schweiz (A-d-S), des Vereins Berner Schriftstellerinnen und Schriftsteller und des Deutschschweizer PEN-Zentrums. Für Mordfall Gyger – eine Spurensuche wurde sie als «Journalist des Jahres 2013» nominiert. Die Stadt Thun hat sie mit dem Literaturpreis 2021 ausgezeichnet.

## Werke (Auswahl)
(Die Bücher sind, soweit nicht anders angegeben, im Zytglogge-Verlag erschienen.)
- Mit Bettina Joder Stüdle und René Ulmer/DVD: Eduard Aegerter – Querkopf und Aussenseiter. 2009, ISBN 978-3-7296-0801-6. (Biografie)
- Rückkehr ohne Wiederkehr: Rodolfo von Wattenwyl (1845–1914): Rebell, Abenteurer, Grossrat. 2012, ISBN 978-3-7296-0840-5. (Historischer Roman über Rodolfo von Wattenwyl über seine Zeit in Argentinien.[3])
- Mordfall Gyger – eine Spurensuche. 2013, ISBN 978-3-7296-0876-4. (Doku-Fiktion über das Tötungsdelikt am 14-jährigen Beat Gyger.[4])
- Mit Jon Keller: Thun. Ein Lesebuch. 2014, ISBN 978-3-7296-0884-9. (Kaleidoskop)
- Mit Jürg Hünerwadel: Die Campagne Bellerive – das Bonstettengut in Thun-Gwatt. (Kunstführer in der Reihe der Schweizerischen Gesellschaft für Kunstgeschichte). GSK, Bern 2016, ISBN 978-3-03797-246-5.
- Betty. Verlag Cramer, Genf. (Biografie)
- Die Baronin im Tresor : Betty Lambert – von Goldschmidt-Rothschild – von Bonstetten: Romanbiografie. 2020, ISBN 978-3-7296-5041-1. (Romanbiografie über die Baronin Betty Lambert[5])
- unlebbar. Roman, 2022, ISBN 978-3-7296-5101-2